# Gerhard G. Dittrich
Gerhard Günther Dittrich (* 1919; † 1980) war ein deutscher Architekt und Hochschullehrer.

## Leben

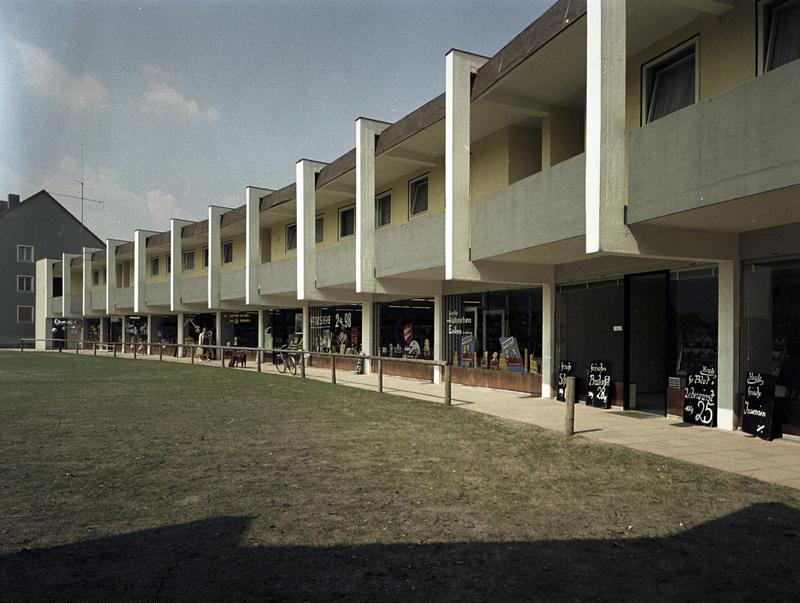
Parkwohnanlage Zollhaus

1947 gründete Dittrich ein Architekturbüro in Nürnberg und nahm in den 1950er Jahren erfolgreich an mehreren Architektenwettbewerben teil. Von 1950 bis 1960 war er erster und einziger Vorstandsvorsitzender des Berufsverbands Bildender Künstlerinnen und Künstler Nürnberg Mittelfranken e. V.
Seine Pläne für einen Umbau der Nürnberger Stadtmauer zwischen Königs- und Marientor (KÖMA, 1968) scheiterten.
1966 wurde Dittrich Professor für Städtebau an der Akademie der Bildenden Künste Nürnberg.
Er gründete das Städtebauinstitut Nürnberg und engagierte sich im Bund Deutscher Architekten.

## Bauten
- 1957–1958: Parkwohnanlage Zollhaus
- ab 1963: Hochhaussiedlung in Neuselsbrunn
- 1964 Parkwohnanlage in Herrnhütte
- 1965–1971: Hochhäuser 7, 29, 32, 53, 54 in Neuselsbrunn
- 1969–1972: Gewerkschaftshaus der IG Metall in Nürnberg, Kornmarkt 5–7[3]
- 1971–1972: Hochhaus Einsteinring 6, 10, 25 in Reichelsdorf-Nord
- Parkwohnanlage in Heuchelhof

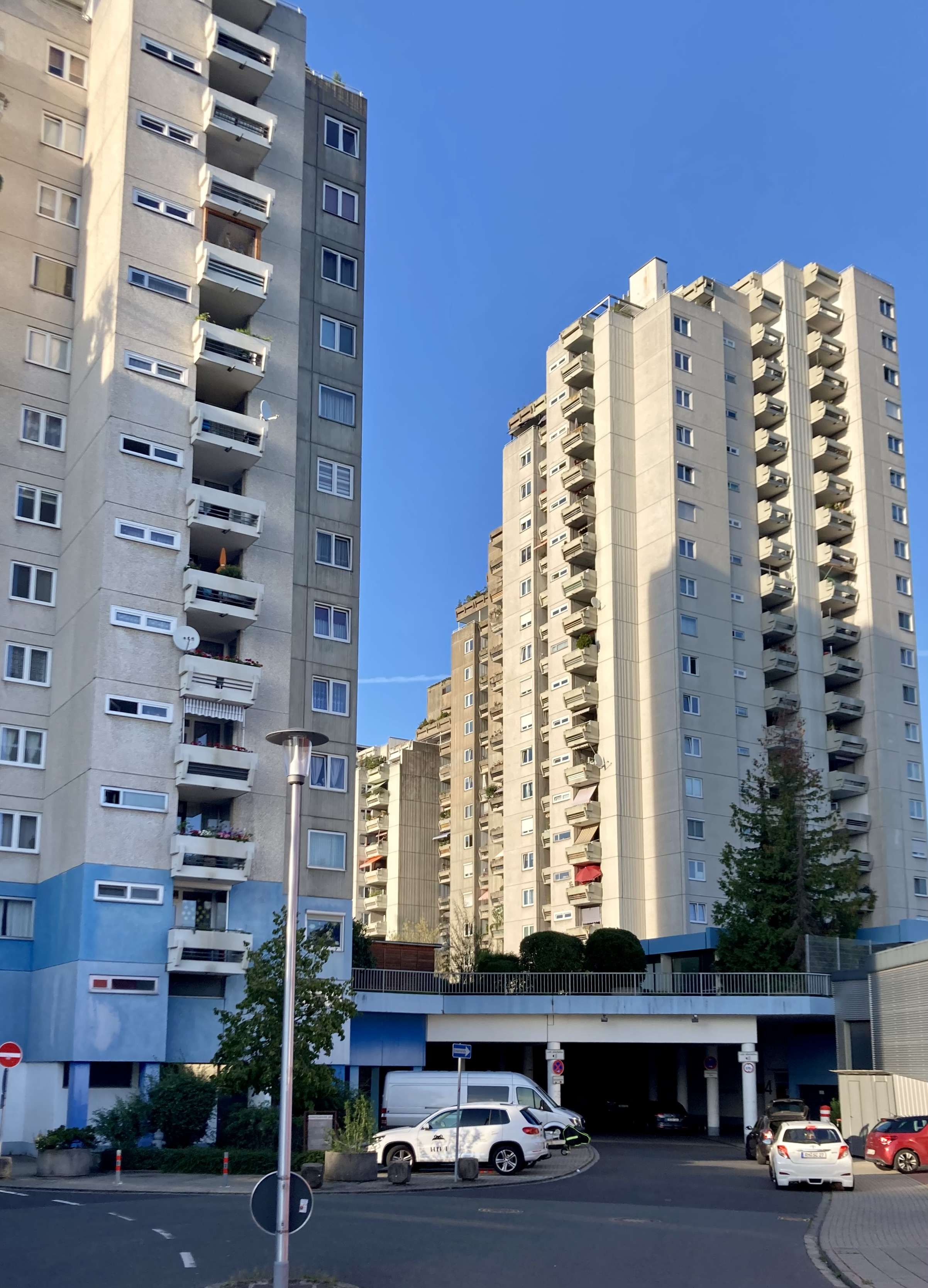
Einsteinring
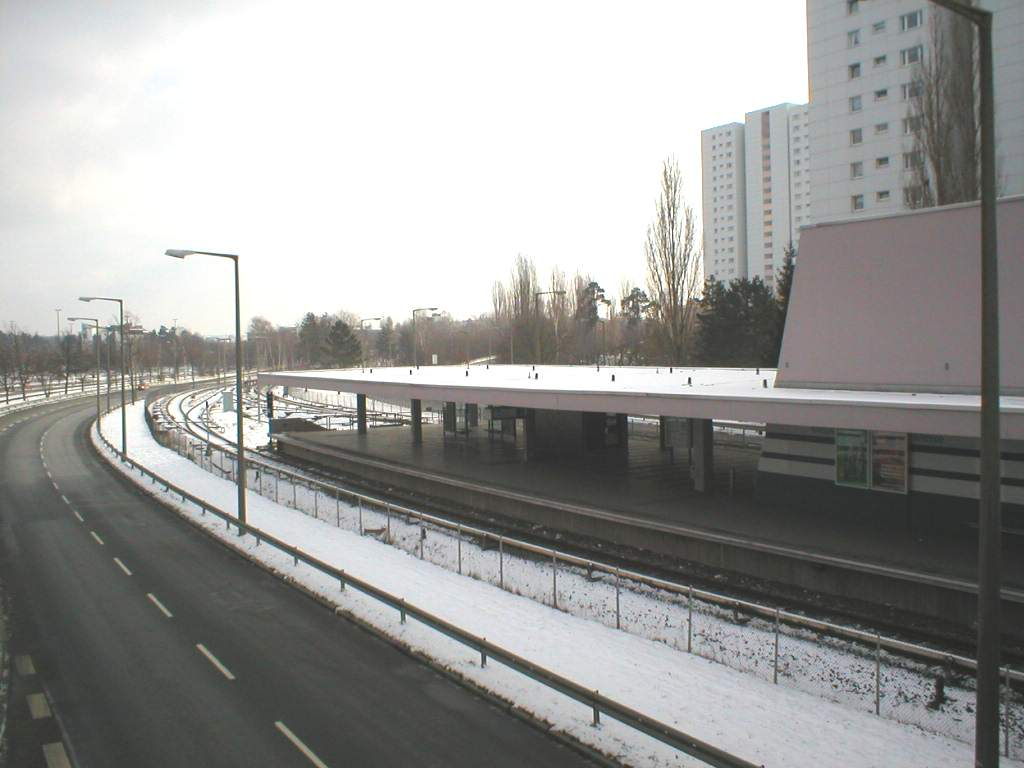
Neuselsbrunn
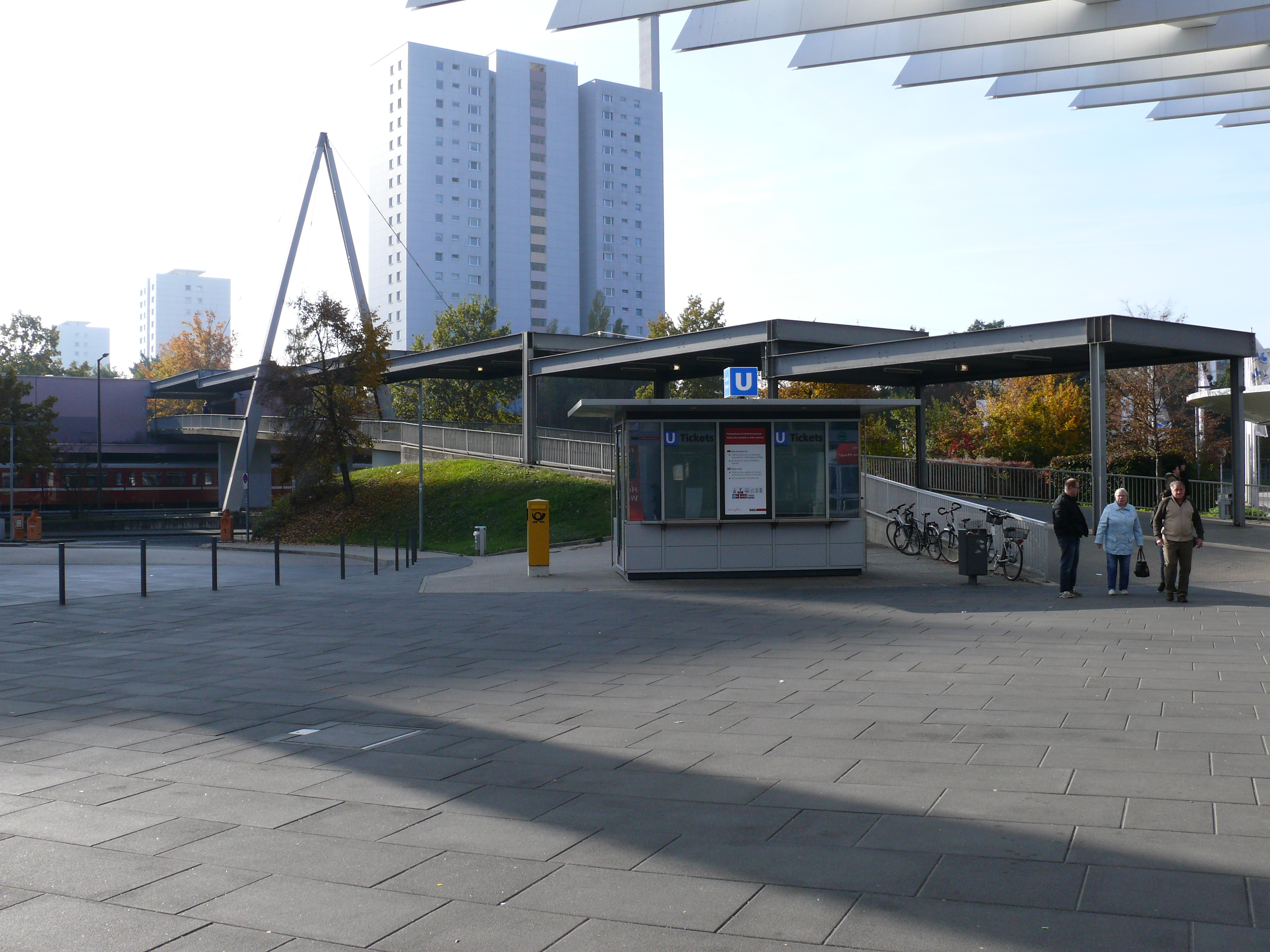
Langwasser Nordwest
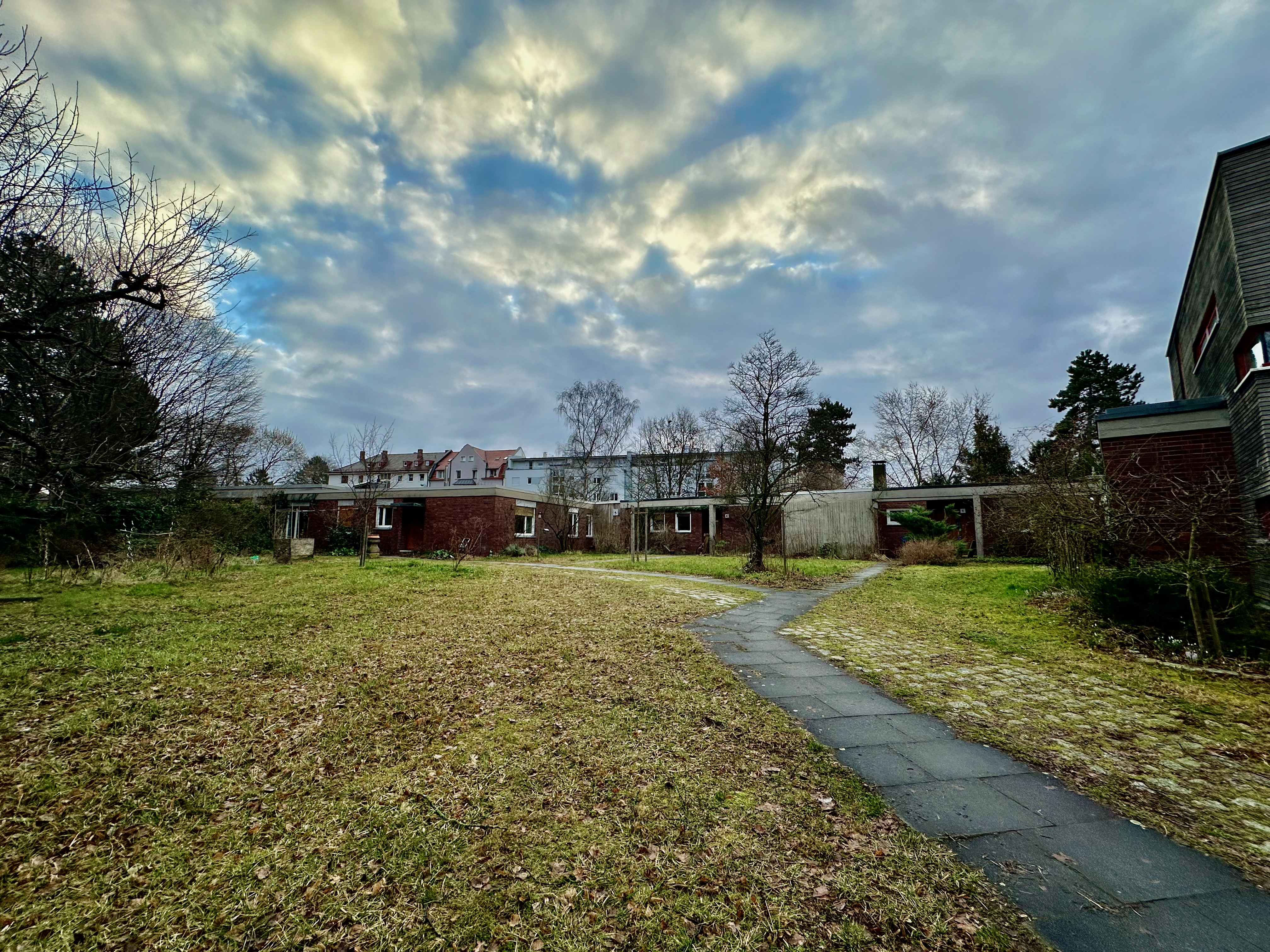
Nürnberg-Herrnhütte

## Schriften
- (als Herausgeber): Wohnen Alleinstehender. 1972.
- Grundlagen der Sozialplanung. Gemeinbedarfseinrichtungen in neuen und alten Stadtgebieten.
- Kinderspielplätze. Grundlagen, Analysen empirische Befunde und Planungsempfehlungen.
- Menschen in Neuen Siedlungen. Befragt – Gezahlt.